# Kokawa (Pologne)
Pour les articles homonymes, voir Kokawa.
Kokawa est une localité polonaise de la gmina de Mykanów, située dans le powiat de Częstochowa en voïvodie de Silésie.